# Robert Adams (médecin)
Robert Adams (1791 - 13 janvier 1875) est un chirurgien irlandais et est trois fois président du Collège royal de chirurgie en Irlande (RCSI), en 1840, 1860 et 1867.

## Jeunesse et éducation
Adams est né en 1791 à Dublin, en Irlande et étudie au Trinity College de Dublin entre 1810 et 1814. Il obtient son BA en 1814. Il commence sa formation médicale avec William Hartigan et George Stewart, principaux chirurgiens de Dublin. Il est élu boursier du RCSI en 1818 puis part à l'étranger pour compléter sa formation médicale et chirurgicale. Adams n'obtient le diplôme MB qu'en 1842. Cette année-là, il devient docteur en médecine et, en 1861, reçoit le titre nouvellement institué de maîtrise en chirurgie.
La plus grande partie des études anatomiques d'Adams sont entreprises au RCSI sous Abraham Colles. En 1816, il obtient les Lettres Témoignages et, le 2 novembre 1818, il est promu membre du Collège. Il est élu chirurgien au Jervis Street Hospital et au Richmond Hospital. Il participe à la fondation de la Richmond Hospital Medical School, plus tard la Carmichael School of Medicine, et y enseigne pendant de nombreuses années.

## Carrière
Adams est trois fois président du RCSI et de la Dublin Pathological Society et, en 1862, à la fois chirurgien ordinaire de la reine en Irlande et professeur Regius de chirurgie à l'Université de Dublin. Ses travaux portent sur les maladies cardiaques, respiratoires, vasculaires et articulaires, et mettent l'accent sur l'autopsie. Sa renommée repose principalement sur son «Traité sur la goutte rhumatismale ou l'arthrite rhumatismale chronique de toutes les articulations» (8vo, Londres, 1857, avec un atlas d'illustrations en 4to; 2e édition, 1873). Cet ouvrage, bien que décrivant une maladie plus ou moins connue depuis des siècles, contient des recherches nouvelles et importantes et devient l'ouvrage classique sur le sujet. Il publie un certain nombre de textes médicaux importants, dont Maladies du cœur, mais ce sont ses travaux sur la goutte, dont il souffre lui-même, qui le rendent célèbre. La maladie de Stokes-Adams porte son nom et celui de William Stokes.
Adams est décédé le 13 janvier 1875 et est enterré au Cimetière de Mount Jerome de Dublin.